# Nätverkskort

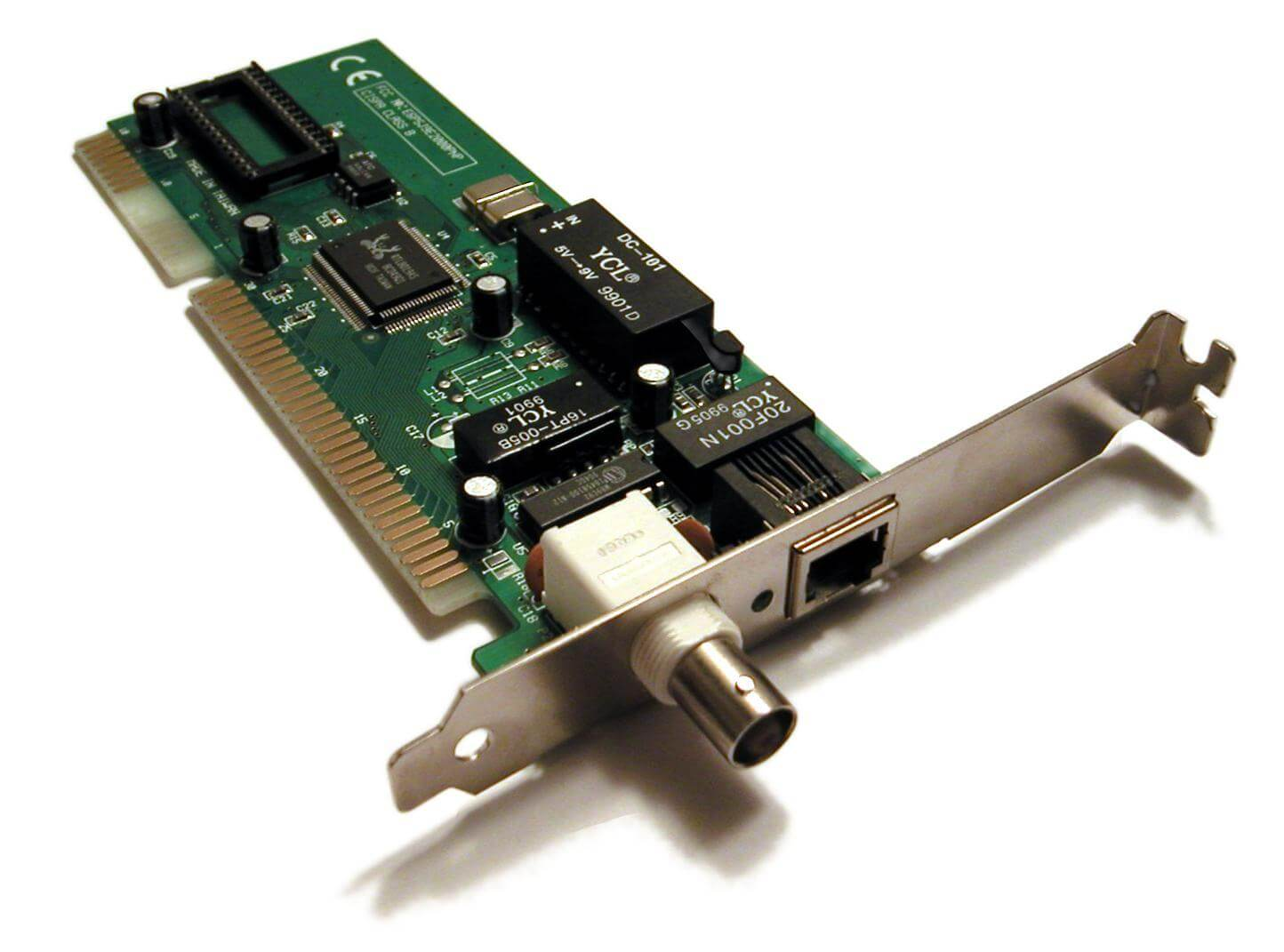
Ett äldre nätverkskort till PC med ISA-anslutning.

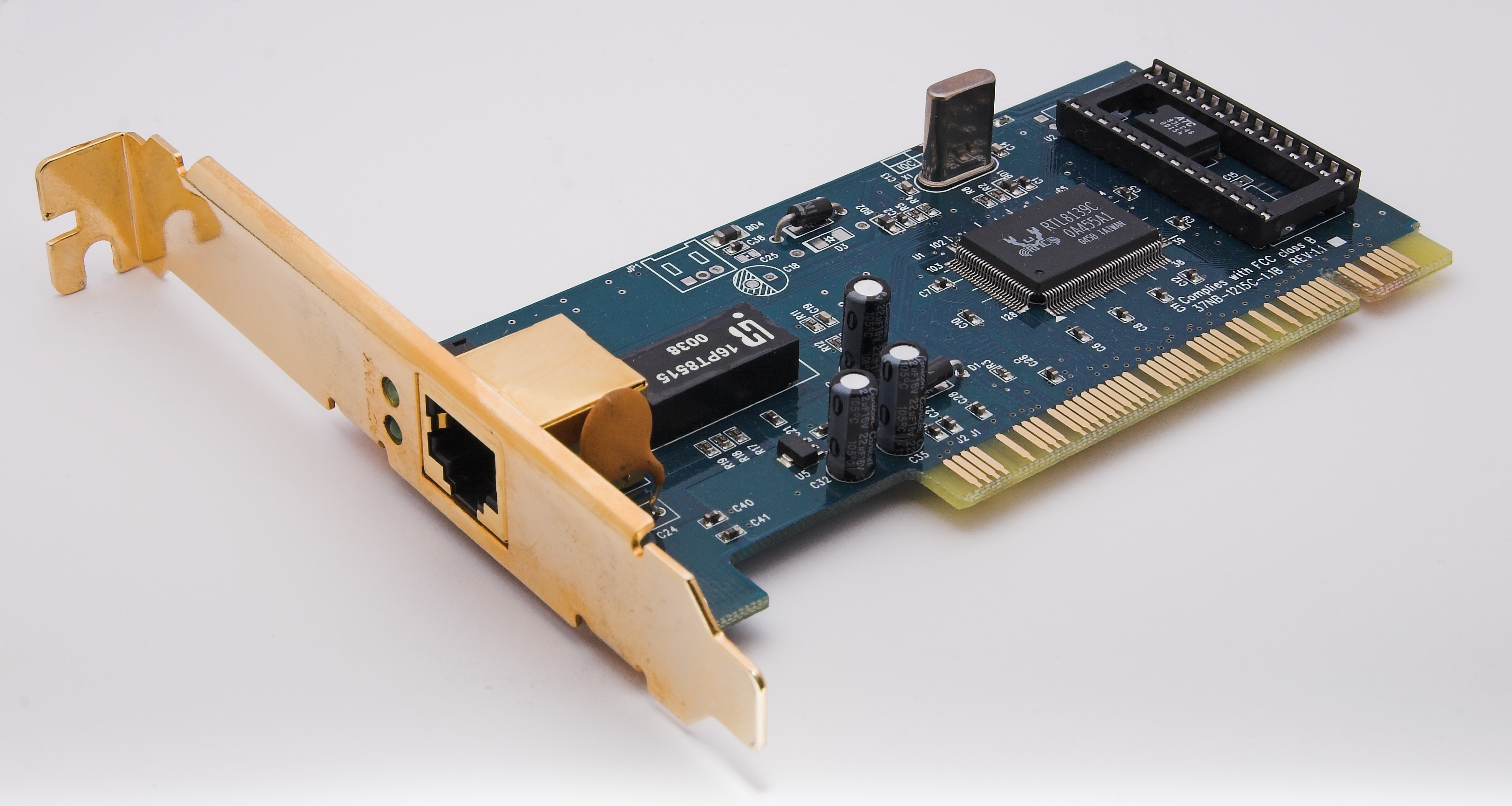
Ett nyare nätverkskort till PC med PCI-anslutning.

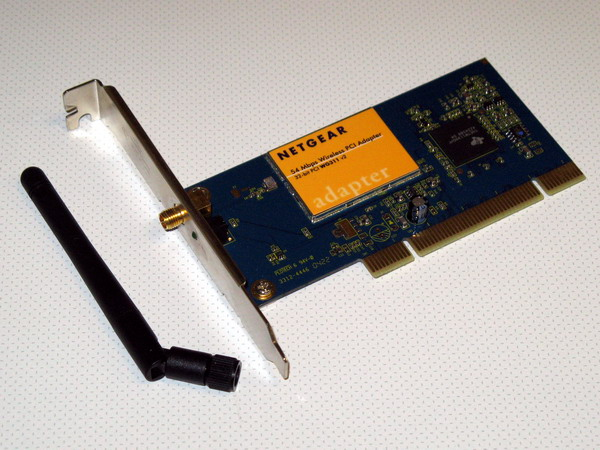
Ett modernt trådlöst nätverkskort med PCI-anslutning.

Nätverkskort (eng. Network Interface Card, NIC) är inom datortekniken en anslutning som används för att koppla samman och utbyta information med andra datorer på ett nätverk. Nätverket kan vara lokalt eller anslutet till ett bredbandsnät. Nätverkskort kan vara instickskort, USB-enheter eller integrerade i moderkortet. Ibland används även ordet nätverksadapter.
Den dominerande typen av trådbundna nätverkskort är av typen ethernet.
Det finns två typer av nätverkskort, trådlösa och trådbundna. Det trådlösa tar mer och mer över marknaden men har sin begränsning i hastighet, räckvidd samt säkerhet. Idag[när?] har trådlösa nätverk normalt upp till 150 Mbps i bandbredd och ett hundratal meters räckvidd. Trådbundna nätverk är vanliga, där hastigheterna kan variera mellan 1, 10, 100 och 1000 Mbps.

## Kända tillverkare av nätverkskort
- 3Com
- ASUS
- Belkin
- DLink
- Intel
- Netgear
- Novell